# 瑞克·阿蘭·羅斯
瑞克·阿蘭·羅斯（英語：Rick Alan Ross，1952年11月24日—）是美國的取消編程員、邪教專家，也是非營利性邪教教育學院的創始人兼執行董事，曾因取消編程而涉及對他人信仰自由的侵犯跟相關訴訟。他經常出現在新聞界和其他媒體討論小組中，討論一些被他認為是邪教的組織。
瑞克·阿蘭·羅斯在1991年因為和兩名助手一起對一個名叫傑森·史考特（Jason Scott）的國際聯合五旬節會成員強制實行取消編程之故，而面臨訴訟，盡管陪審團最後決定無罪釋放瑞克·阿蘭·羅斯，但這訴訟導致了875,000美元的損害賠償，而邪教認知網絡必須支付1,000,000美元的懲罰性賠償，瑞克·阿蘭·羅斯個人更必須支付2,500,000美元的懲罰性賠償，而兩名助手也各需支付250,000美元的懲罰性賠償。這判決使得邪教認知網絡破產，而這判決標誌著北美洲新興宗教運動及基督教反邪教運動（Christian countercult movement）的分水嶺。對於此案件，宗教學者约翰·高登·梅尔敦曾下過諸如「這案件使得這國家（指美國）的取消編程活動宣告終止」和「這判決的結果……使得取消編程活動得以繼續的交通線被切斷」等的評語。詳情可見傑森·史考特案一文的說明。

## 外部連結
- The Cult Education Institute （页面存档备份，存于） （英文）